# Vispop
Vispop är en musikgenre där man blandar pop och traditionella visor. Det kan antingen röra sig om nyskrivna låtar, eller covers där gamla visor sjungs och spelas i popversion. Den som framför vispop är ofta en så kallad singer-songwriter som spelar akustisk gitarr.
Bland kända vispopartister i Sverige finns Melissa Horn, Mikael Ramel,
Sara Varga och Håkan Hellström. Bland artister med snarlik stil i andra nordiska länder finns Finn Kalvik och finländska Blust. Närliggande musik produceras ofta av sydeuropeiska artister och grupper som Inspira, Riccardo Cocciante och musiker inom fransk chanson.
Vispop kan liknas vid folkpop. Båda genrerna är populärmusik med kopplingar till en traditionell musiktradition.